# Erzbischöfliches Edith-Stein-Gymnasium München
Das Erzbischöfliche Edith-Stein-Gymnasium München (kurz: ESG) ist ein katholisches Mädchengymnasium im Münchner Stadtteil Haidhausen. Das sprachliche, naturwissenschaftlich-technologische und wirtschafts- und sozialwissenschaftliche Gymnasium ist eine private, staatlich anerkannte Ersatzschule in Trägerschaft der Erzdiözese München und Freising. Namensgeberin und Patronin der Schule ist die Heilige Edith Stein.

## Geschichte
Die Schule wurde 1847 im niederbayerischen Niederviehbach als Internatsschule für „Mädchen aus bürgerlichem Stand“ gegründet. Schulträger und Standort war das Dominikanerinnenkloster St. Maria.
1967 erfolgte der Umzug auf das Gelände der Erzdiözese in München in Nachbarschaft zur Katholischen Stiftungsfachhochschule. Dabei zogen auch Schülerinnen der Oberstufe von Niederviehbach nach München ins Internat und legten 1970 ihre Abiturprüfung ab. Das Gymnasium hatte anfangs eine sozialwissenschaftliche und sprachliche Ausrichtung, der naturwissenschaftliche Zweig kam erst später hinzu. In den 1980er Jahren wurde das Gebäude vergrößert, um mehr Schülerinnen aufzunehmen. In den 1980er und noch stärker in den 1990er Jahren nahm der Anteil der Dominikanerinnen unter den Lehrkräften deutlich ab, es gab nun immer mehr weltliche Lehrkräfte.
Das ESG ging am 1. Januar 2000 aus finanziellen Gründen in die Trägerschaft der Erzdiözese München und Freising über. Im August 2018 wurde ein großer Umbau des Gebäudes fertiggestellt: es wurde ein großer Lichtschacht gebaut und alle Klassenzimmer wurden u. a. mit Whiteboards und WLAN ausgestattet.

## Schulangebot
Am Gymnasium gibt es einen sprachlichen, einen naturwissenschaftlich-technologischen und einen wirtschafts- und sozialwissenschaftlichen Zweig. Schülerinnen des sprachlichen Zweigs werden in den Fächern Englisch, Latein und Französisch unterrichtet. Beim naturwissenschaftlich-technologischen Zweig erhalten die Schülerinnen statt der dritten Fremdsprache verstärkt Unterricht in Physik, Chemie und Informatik. Im wirtschafts- und sozialwissenschaftlichen Zweig mit sozialwissenschaftlichem Profil wird die dritte Fremdsprache durch die Fächer Chemie, Politik und Gesellschaft, Sozialpraktische Grundbildung und ein dreiwöchiges soziales Praktikum ersetzt. Für die fünfte und sechste Jahrgangsstufe bietet das Gymnasium eine Musicalklasse.
In der fünften Klasse können Schülerinnen am Wahlfach Lerntechnik zur Vermittlung von Lern-, Merk- und Organisationstechniken teilnehmen. Religion ist, wie an jeder anderen bayerischen Schule, ein Pflichtfach. Es wird katholischer und evangelischer Religionsunterricht erteilt, jedoch kein Ethikunterricht. Darüber hinaus werden weitere Wahlfächer wie Italienisch, Spanisch, Volleyball, Basketball, Schwimmen, Schülerzeitung, Schulsanitätsdienst, Schulspiel, Unter- und Oberstufen-Schulchor, Schulorchester und Einzelunterricht für Violine und Violoncello angeboten.
Über den Schulsanitätsdienst können die Schülerinnen in Zusammenarbeit mit dem Malteser Hilfsdienst an einer Sanitätsausbildung teilnehmen, die neben einem Ersthelferlehrgang (acht Doppelstunden), einem darauf aufbauenden Sanitätshelferlehrgang (zwölf Doppelstunden) auch einen Kurs zum Rettungsdiensthelfer (80 Doppelstunden und 160 Stunden Praktikum) und einen darauf aufbauenden Kurs zum Rettungssanitäter (20 Doppelstunden und 160 Stunden Praktikum) ermöglicht.

## Schüleraustausch
Das Gymnasium unterhält Programme zum Schüleraustausch mit folgenden Partnerschulen:
- Henrietta Barnett School in London, England
- Institution Notre-Dame in Straßburg, Frankreich (seit 1986)
- Collège Jean-Baptiste Vatelot in Toul, Frankreich
- Samuel-von-Brukenthal-Gymnasium, Gymnasium in Hermannstadt, Rumänien
- Teilnahme an bzw. Koordination von Comeniusprojekten der Europäischen Union (2009–2011; 2012–2014) mit Partnerschulen aus Italien, Frankreich, Ungarn, Slowenien und Schottland

## Projekte
Im Rahmen des Unterrichtsfaches Sozialpraktische Grundbildung in der Jahrgangsstufe zehn können die Schülerinnen während eines dreiwöchigen Praktikums an folgenden Projekten teilnehmen:
- Seniorenprojekt
- Behindertenprojekt
- Obdachlosenprojekt
- Krankenhausprojekt
- Kindergarten und andere soziale Einrichtungen.

Mit einer ungarischen, einer französischen, einer schottischen und einer slowenischen Schule wurde ein zwei Jahre dauerndes Comeniusprojekt durchgeführt. Dadurch entstanden sehr gute Kontakte zu diesen Schulen, und die teilnehmenden Schülerinnen konnten wertvolle Erfahrungen machen. Weitere Projekte dieser Art sind in Planung.

## Tagesinternat
Das Tagesinternat erweitert das Angebot für die Schülerinnen der Unterstufe (5. – 7. Jahrgangsstufe) zur offenen Ganztagsschule. Für eine begrenzte Anzahl von Mädchen stehen Plätze mit Mittagsverpflegung, Lernförderung durch Fachlehrer, Hausaufgaben- und Freizeitbetreuung zur Verfügung.

## Klassenfahrten
In der fünften Jahrgangsstufe gibt es dreitägige Kennenlerntage in der Jugendherberge Possenhofen.  In der 6. Jahrgangsstufe findet ein Schullandheimaufenthalt in Benediktbeuern statt. In der 7. Klasse gibt es eine Fahrt ins Skilager, in der 8. Klasse zwei Orientierungstage außer Haus. In der 10. Jahrgangsstufe und in der Q11 finden verschiedene Klassenfahrten statt. Für die Schülerinnen, welche diese Fahrten nicht selbst finanzieren können, bezahlt der Elternbeirat entweder einen Teil oder die gesamten Kosten.